# Lijst van beschermd erfgoed in Büllingen
Onderstaande tabel geeft een overzicht van het beschermd erfgoed in de gemeente Büllingen. Het beschermd erfgoed maakt deel uit van het cultureel erfgoed in België.
| Object                                                                                       | Bouwjaar/architect | Deelgemeente | Adres      | Coördinaten                   | Nummer | Afbeelding                                                                                   |
| -------------------------------------------------------------------------------------------- | ------------------ | ------------ | ---------- | ----------------------------- | ------ | -------------------------------------------------------------------------------------------- |
| Sint-Eligiuskerk                                                                             |                    | Büllingen    |            | 50° 24' 28" NB, 6° 15' 28" OL | 31010  | Sint-Eligiuskerk                                                                             |
| Sint-Korneliuskapel                                                                          |                    | Manderfeld   | Holzheim   | 50° 21' 3" NB, 6° 17' 40" OL  | 31011  | Sint-Korneliuskapel                                                                          |
| De romeinse wal                                                                              |                    | Manderfeld   | Holzheim   | 50° 21' 32" NB, 6° 17' 28" OL | 31012  | De romeinse wal                                                                              |
| Sint-Eligiuskapel                                                                            |                    | Manderfeld   | Krewinkel  | 50° 19' 50" NB, 6° 22' 58" OL | 30999  | Sint-Eligiuskapel                                                                            |
| St. Lambertus Kirche te Manderfeld                                                           |                    | Manderfeld   |            | 50° 19' 49" NB, 6° 20' 26" OL | 31000  | St. Lambertus Kirche te Manderfeld                                                           |
| 14 kruiswegstaties (13 Bas reliefs op sokkel en het huis van de zeven slapers) te Manderfeld |                    | Manderfeld   |            | 50° 19' 49" NB, 6° 20' 26" OL | 31013  | 14 kruiswegstaties (13 Bas reliefs op sokkel en het huis van de zeven slapers) te Manderfeld |
| Het wegkruis "Kreuz auf der Flins" te Medendorf                                              |                    | Manderfeld   | Medendorf  | 50° 20' 9" NB, 6° 17' 1" OL   | 31014  | Het wegkruis "Kreuz auf der Flins" te Medendorf                                              |
| St. Brictiuskapel (en barokaltaar) te Merlscheid                                             |                    | Manderfeld   | Merlscheid | 50° 20' 59" NB, 6° 21' 9" OL  | 31015  | St. Brictiuskapel (en barokaltaar) te Merlscheid                                             |
| Grenssteen van het hertogdom Gulik (+ BÜTGENBACH/Elsenborn)                                  |                    | Rocherath    |            | 50° 28' 42" NB, 6° 18' 31" OL | 31031  |                                                                                              |
| De St. Anna Kirche en omgeving (begraafplaats)                                               |                    | Rocherath    | Wirtzfeld  | 50° 25' 37" NB, 6° 15' 49" OL | 31029  | De St. Anna Kirche en omgeving (begraafplaats)                                               |
| Sieben Fußfälle onderweg naar Büllingen                                                      |                    | Rocherath    | Wirtzfeld  | 50° 24' 30" NB, 6° 15' 33" OL | 31028  | Sieben Fußfälle onderweg naar Büllingen                                                      |